# تاتسويا موتشيزوكي
تاتسويا موتشيزوكي (باليابانية: 望月 達也) (20 أبريل 1963 في شيزوكا في اليابان – )؛ هو لاعب كرة قدم ياباني سابق كان يلعب كلاعب وسط.

## وصلات خارجية
- تاتسويا موتشيزوكي على موقع Soccerway.com (الإنجليزية)
- تاتسويا موتشيزوكي على موقع عالم كرة القدم.نت (الإنجليزية)

- J.League Data Site (باليابانية)